# اسوارته بیورن
آنا ربکا هافستاد (نروژی: Anna Rebecca Hofstad) متولد ۷ آوریل ۱۸۷۸ - مرگ ۱۲ اکتبر ۱۹۰۱ میلادی، یک سر آشپز نروژی بود. او در مناسبات تاریخی و فرهنگی با لقب اسوارته بیورن که در زبان نروژی به معنی خرس سیاه است، شناخته می‌شود. او در طول ساخت خط راه‌آهن بین کیرونا و نارویک دربین سالهای ۱۸۹۹ تا ۱۹۰۱ میلادی در سمت یک آشپز در خدمت غذاخوری کارگران نیروی دریایی فعال بود و به عنوان یک افسانه محلی در تاریخ منطقه به یاد مانده است.
آنا ربکا را قد بلند، تیره، زیبا و باهوش توصیف کرده‌اند. شهرت او ممکن است به دلیل این باشد که او یکی از معدود زنان منطقه بود و به این ترتیب به نمادی در میان کارگران راه‌آهن تبدیل شده بود. طبق شایعات، او در جریان یک درگیری با یک آشپز دیگر راه آهنَ، جان خود را از دست داده است. به روایتی دنده‌های او شکسته و ضربه مهلکی به سر او وارد شده بود. آنا ربکا را به بیمارستان تورنتسک می‌بردند، اما او در آنجا جان باخته بود. در زمان مرگ، او همچنین از بیماری سل رنج می‌برد که ممکن است در مرگش نقش داشته است. او را در گورستان کارگران نیروی دریایی به خاک سپرده‌اند. صلیب سفید روی قبر او نام کامل و لقبش را ذکر نمی‌کند، بلکه او را فقط «آنا» می‌نامد.
در سال ۱۹۷۹ یک فیلم سوئدی با عنوان «افسانه خرس سیاه» دربارهٔ او ساخته شد که در شهرت دوباره آنا ربکا هافستاد نقش داشت.

## یادداشت
1. ↑   اینگوار اسکوگزبرگ (Ingvar Skogsberg؛ زاده ۱۶ ژانویه ۱۹۳۷) کارگردان و فیلمنامه‌نویس سوئدی این فیلم با عنوان The Legend of Svarta Björn بود.